# ミュージック・ポートレイト
『ミュージック・ポートレイト』は、NHKで放送している音楽に関するトーク番組である。

## 概要
全く異なるジャンルの同世代の2人が「人生」と「音楽」について語り合う。原則的に2週連続で放送する。
2010年9月25日に、『ミュージック・ポートレイト〜人生が1枚のレコードだったら〜』と題し、教育テレビ（Eテレ）でパイロット放送され、2011年7月16日よりレギュラー放送を開始し、同年9月24日まで放送された。
2012年4月13日より、「シーズン2」としてレギュラー放送が再開し、これと同時に同年4月19日（東海・北陸地域は同年4月20日）からは、総合テレビにも放送波を拡大した。6月29日をもって、「シーズン2」のレギュラー放送が終了した。総合テレビでは、8月30日以降は再放送となり、9月20日をもって放送を終了した。
2013年4月4日より、「シーズン3」としてレギュラー放送が再開され、同年9月26日まで放送された。
2014年4月3日より、「シーズン4」としてレギュラー放送が再開され、放送時間が45分に拡大した。同年9月25日まで放送された。
2015年10月1日より、「シーズン5」としてレギュラー放送が再開された。
2016年4月7日より、「シーズン6」としてレギュラー放送が再開された。

## 放送時間
下記の日時は、すべて日本時間（JST）。
パイロット版
2010年9月25日：23:00 - 23:45（教育）
シーズン1
- 本放送：土曜日 23:00 - 23:30（教育→Eテレ）
- 再放送：翌週土曜日 11:00 - 11:30（教育→Eテレ）

シーズン2
- 本放送
  - 金曜日 23:00 - 23:30（Eテレ）
  - 翌週木曜日 22:55 - 23:25（東海・北陸地方以外での総合）
  - 翌週金曜日 15:15 - 15:45（東海・北陸地方での総合）
- 再放送：翌週木曜日 0:30 - 1:00（Eテレ）

シーズン3
- 本放送：木曜日 23:25 - 23:55
- 再放送：翌週木曜日 0:30 - 1:00（いずれもEテレ）

シーズン4
- 本放送：木曜日 23:00 - 23:45
- 再放送：翌週木曜日 0:00 - 0:45（いずれもEテレ）

シーズン5
- 本放送：木曜日 23:00 - 23:44
- 再放送：翌週月曜日 1:10 - 1:54（いずれもEテレ）

シーズン6
- 本放送：木曜日 22:00 - 22:45
- 再放送：翌週月曜日 1:10 - 1:55（いずれもEテレ）

## 放送リスト
| 回   | 初回放送日     | 選曲者                                  |
| ---- | -------------- | --------------------------------------- |
| 0-01 | 2010年9月25日  | 松任谷正隆×姜尚中                       |
| 1-01 | 2011年7月16日  | 今井美樹×村山由佳                       |
| 1-02 | 2011年7月23日  | 今井美樹×村山由佳                       |
| 1-03 | 2011年7月30日  | 槇原敬之×美輪明宏                       |
| 1-04 | 2011年8月6日   | 槇原敬之×美輪明宏                       |
| 1-05 | 2011年8月13日  | 熊川哲也×市川亀治郎                     |
| 1-06 | 2011年8月20日  | 熊川哲也×市川亀治郎                     |
| 1-07 | 2011年9月3日   | 宮藤官九郎×向井秀徳                     |
| 1-08 | 2011年9月10日  | 宮藤官九郎×向井秀徳                     |
| 1-09 | 2011年9月17日  | 見城徹×小山薫堂                         |
| 1-10 | 2011年9月24日  | 見城徹×小山薫堂                         |
| 2-00 | 2012年4月6日   | 長谷部誠                                |
| 2-01 | 2012年4月13日  | コシノヒロコ×杏                         |
| 2-02 | 2012年4月20日  | コシノヒロコ×杏                         |
| 2-03 | 2012年4月27日  | 工藤静香×ミッツ・マングローブ           |
| 2-04 | 2012年5月4日   | 工藤静香×ミッツ・マングローブ           |
| 2-05 | 2012年5月11日  | 加藤登紀子×菊間千乃                     |
| 2-06 | 2012年5月18日  | 加藤登紀子×菊間千乃                     |
| 2-07 | 2012年5月25日  | 山本耀司×高橋幸宏                       |
| 2-08 | 2012年6月1日   | 山本耀司×高橋幸宏                       |
| 2-09 | 2012年6月8日   | 松田聖子×藤井隆                         |
| 2-10 | 2012年6月15日  | 松田聖子×藤井隆                         |
| 2-11 | 2012年6月22日  | YOU×是枝裕和                            |
| 2-12 | 2012年6月29日  | YOU×是枝裕和                            |
| 3-01 | 2013年4月4日   | デヴィ・スカルノ×鳥越俊太郎             |
| 3-02 | 2013年4月11日  | デヴィ・スカルノ×鳥越俊太郎             |
| 3-03 | 2013年4月18日  | なかにし礼×由紀さおり                   |
| 3-04 | 2013年4月25日  | なかにし礼×由紀さおり                   |
| 3-05 | 2013年5月2日   | よしもとばなな×サンディー               |
| 3-06 | 2013年5月9日   | よしもとばなな×サンディー               |
| 3-07 | 2013年5月16日  | 北川悦吏子×斎藤工                       |
| 3-08 | 2013年5月23日  | 北川悦吏子×斎藤工                       |
| 3-09 | 2013年5月30日  | 髙橋真梨子×萬田久子                     |
| 3-10 | 2013年6月6日   | 髙橋真梨子×萬田久子                     |
| 3-11 | 2013年6月13日  | 野村萬斎×ケラリーノ・サンドロヴィッチ   |
| 3-12 | 2013年6月20日  | 野村萬斎×ケラリーノ・サンドロヴィッチ   |
| 3-13 | 2013年6月27日  | 財津和夫×博多華丸・大吉                 |
| 3-14 | 2013年7月4日   | 財津和夫×博多華丸・大吉                 |
| 3-15 | 2013年7月11日  | 常盤貴子×中村正人                       |
| 3-16 | 2013年7月18日  | 常盤貴子×中村正人                       |
| 3-17 | 2013年7月25日  | 大竹しのぶ×奈良岡朋子                   |
| 3-18 | 2013年8月1日   | 大竹しのぶ×奈良岡朋子                   |
| 3-19 | 2013年8月8日   | 吉永小百合×坂本龍一                     |
| 3-20 | 2013年8月15日  | 吉永小百合×坂本龍一                     |
| 3-21 | 2013年9月5日   | 澤穂希×加藤ミリヤ                       |
| 3-22 | 2013年9月12日  | 澤穂希×加藤ミリヤ                       |
| 3-23 | 2013年9月19日  | 阿川佐和子×藤山直美                     |
| 3-24 | 2013年9月26日  | 阿川佐和子×藤山直美                     |
| 4-01 | 2014年4月3日   | 滝川クリステル×アンジェラ・アキ         |
| 4-02 | 2014年4月10日  | 滝川クリステル×アンジェラ・アキ         |
| 4-03 | 2014年4月17日  | 泉谷しげる×夏木マリ                     |
| 4-04 | 2014年4月24日  | 泉谷しげる×夏木マリ                     |
| 4-05 | 2014年5月1日   | 小雪×田口トモロヲ                       |
| 4-06 | 2014年5月8日   | 小雪×田口トモロヲ                       |
| 4-07 | 2014年5月15日  | 加山雄三×黒柳徹子                       |
| 4-08 | 2014年5月22日  | 加山雄三×黒柳徹子                       |
| 4-09 | 2014年5月29日  | 江國香織×南果歩                         |
| 4-10 | 2014年6月5日   | 江國香織×南果歩                         |
| 4-11 | 2014年6月12日  | 壇蜜×六角精児                           |
| 4-12 | 2014年6月19日  | 壇蜜×六角精児                           |
| 4-13 | 2014年6月26日  | 木村カエラ×奈良美智                     |
| 4-14 | 2014年7月3日   | 木村カエラ×奈良美智                     |
| 4-15 | 2014年7月10日  | 大竹まこと×高田純次                     |
| 4-16 | 2014年7月17日  | 大竹まこと×高田純次                     |
| 4-17 | 2014年7月24日  | 松坂慶子×上沼恵美子                     |
| 4-18 | 2014年7月31日  | 松坂慶子×上沼恵美子                     |
| 4-19 | 2014年8月21日  | 宮沢りえ×野田秀樹                       |
| 4-20 | 2014年8月28日  | 宮沢りえ×野田秀樹                       |
| 4-21 | 2014年9月4日   | さだまさし×箭内道彦                     |
| 4-22 | 2014年9月11日  | さだまさし×箭内道彦                     |
| 4-23 | 2014年9月18日  | 樹木希林×寺田農                         |
| 4-24 | 2014年9月25日  | 樹木希林×寺田農                         |
| 5-01 | 2015年10月1日  | ヒロミ×前園真聖                         |
| 5-02 | 2015年10月8日  | ヒロミ×前園真聖                         |
| 5-03 | 2015年10月15日 | 関根勤×みうらじゅん                     |
| 5-04 | 2015年10月22日 | 関根勤×みうらじゅん                     |
| 5-05 | 2015年10月29日 | 秋元康×黒木瞳                           |
| 5-06 | 2015年11月5日  | 秋元康×黒木瞳                           |
| 5-07 | 2015年11月12日 | DAIGO×鬼龍院翔                          |
| 5-08 | 2015年11月19日 | DAIGO×鬼龍院翔                          |
| 5-09 | 2015年11月26日 | 小室哲哉×浦沢直樹                       |
| 5-10 | 2015年12月3日  | 小室哲哉×浦沢直樹                       |
| 5-11 | 2015年12月10日 | 6代目桂文枝×千原ジュニア                |
| 5-12 | 2015年12月17日 | 6代目桂文枝×千原ジュニア                |
| 6-01 | 2016年4月7日   | T.M.Revolution×高橋みなみ               |
| 6-02 | 2016年4月21日  | T.M.Revolution×高橋みなみ               |
| 6-03 | 2016年4月28日  | 友近×鈴木おさむ                         |
| 6-04 | 2016年5月5日   | 友近×鈴木おさむ                         |
| 6-05 | 2016年5月12日  | 妻夫木聡×満島ひかり                     |
| 6-06 | 2016年5月19日  | 妻夫木聡×満島ひかり                     |
| 6-07 | 2016年5月26日  | 園子温×二階堂ふみ                       |
| 6-08 | 2016年6月2日   | 園子温×二階堂ふみ                       |
| 6-09 | 2016年6月9日   | 吉田鋼太郎×藤原竜也                     |
| 6-10 | 2016年6月16日  | 吉田鋼太郎×藤原竜也                     |
| 6-11 | 2016年6月23日  | カンニング竹山×大久保佳代子（オアシズ） |
| 6-12 | 2016年6月30日  | カンニング竹山×大久保佳代子（オアシズ） |
| 6-13 | 2016年7月7日   | 設楽統（バナナマン）×森山直太朗         |
| 6-14 | 2016年7月14日  | 設楽統（バナナマン）×森山直太朗         |
| 6-15 | 2016年7月21日  | 小籔千豊×水川あさみ                     |
| 6-16 | 2016年7月28日  | 小籔千豊×水川あさみ                     |
| 6-17 | 2016年8月4日   | 松崎しげる×テリー伊藤                   |
| 6-18 | 2016年8月11日  | 松崎しげる×テリー伊藤                   |
| 6-19 | 2016年9月1日   | 小室哲哉×浦沢直樹                       |
| 6-20 | 2016年9月8日   | 小室哲哉×浦沢直樹                       |
| 6-21 | 2016年10月13日 | 市村正親×大地真央                       |
| 6-22 | 2016年10月20日 | 市村正親×大地真央                       |
| 6-23 | 2016年10月27日 | 岸田繁（くるり）×又吉直樹（ピース)      |
| 6-24 | 2016年11月3日  | 岸田繁（くるり）×又吉直樹（ピース)      |
| 6-25 | 2016年11月10日 | SEKAI NO OWARI×田口良一                 |
| 6-26 | 2016年11月17日 | SEKAI NO OWARI×田口良一                 |
| 6-27 | 2016年11月24日 | 古舘伊知郎×大根仁                       |
| 6-28 | 2016年12月1日  | 古舘伊知郎×大根仁                       |
| 6-29 | 2017年2月2日   | 久本雅美×つんく♂                        |
| 6-30 | 2017年2月9日   | 久本雅美×つんく♂                        |
| 6-31 | 2017年2月16日  | 松本隆×斉藤由貴                         |
| 6-32 | 2017年2月23日  | 松本隆×斉藤由貴                         |